# Ritratto di Massimiliano II Stampa
Il Ritratto di Massimiliano II Stampa è un dipinto a olio su tela (136,8 x 71,5 cm) di Sofonisba Anguissola, risalente al 1558 circa e conservato nel Walters Art Museum di Baltimora, negli Stati Uniti.

## Storia
Un tempo attribuito a Giovan Battista Moroni (forse per l'assonanza stilistica con Il cavaliere in nero dello stesso autore), la tela è una delle più importanti commissioni ricevute da Sofonisba Anguissola, una delle prime donne pittrici del manierismo italiano. Il quadro raffigura Massimiliano II Stampa, III marchese di Soncino. Il ragazzo ha circa nove anni ed in lui si vedono chiaramente tutte le influenze di costume e ritrattistiche della dominazione spagnola in Lombardia. oltre alla posa, aristocraticamente fredda, con segni allegorici di successo sociale, ricchezza e inaccessibilità.
Il ragazzo è ritratto qui per la prima volta nella sua vita ed in una situazione insolita: l'artista, per quanto si tratti di un ragazzo giovanissimo, lo ritrae in una maestosa postura da adulto, nell'atto di appoggiarsi ad una colonna. È ritratto in abito nero con una spada al fianco. La colorazione degli abiti è dovuta probabilmente al lutto per la morte del padre Ermes I, avvenuta solo l'anno precedente all'esecuzione del ritratto. Nell'espressione del giovane, tesa ed artificiale, con gli occhi sbarrati, vi è tutto il carico di improvvise responsabilità che egli si troverà da quel momento ad affrontare, ma anche il dolore e la paura per ritrovarsi improvvisamente privo del genitore. La presenza simbolica del cane ai piedi poi è un chiaro rimando al tema della fedeltà.